# Maksimilijan Rejec
Maksimilijan Rejec (tudi Maks Rejec), slovenski pravnik, član organizacije TIGR in partizan, * 11. oktober 1907, Tolmin, † (?) 1943, Prode pri Kneških Ravnah.
Rodil se je v družini kovača Ivana Rejca. Umrl je maja ali julija 1943, po mnenju brata Alberta je bil umorjen 13. maja 1943, po informacijah, ki sta jih pridobili sestri Vida in Tončka pa konec julija 1943, pokopan je na kraju smrti.

## Življenje in delo
Ljudsko šolo je končal na Grahovem ob Bači, med 1. svetovno vojno učiteljišče v Tolminu, maturiral pa Vidmu. Po maturi je pri listu Edinost pomagal bratu Albertu. Že na učiteljišču je sodeloval pri razdeljevanju slovenskih knjig in imel predavanja po vaseh od Tolmina do Kobarida in v Baški grapi. Leta 1927 je sodeloval pri organiziranju planinskih izletov, ki so prikrivali narodno dejavnost. Tega leta je ustanovil tajno celico TIGR-a v Žabčah, ter za hitrejša potovanja med kraji od Zorka Jelinčiča dobil kolo. Z bratom sta preko državne meje večkrat ilegalno odšla v Jugoslavijo kjer sta urejala zveze z organizacijo in preko meje z Antonom Rutarjem prenašal ilegalno pošto in literaturo, v Rablju (Videmska pokrajina) pa ustanovil prosvetno društvo. Ko je bil konec maja 1929 na sestanku v Sveti Luciji (sedaj Most na Soči) so ga doma iskali karabinjerji, zato se je pred aretacijo umaknil v Jugoslavijo. Bil je obtoženec na 1. tržaškem procesu. Tudi po pobegu v Jugoslavijo je nadaljeval s protifašistično borbo. Z bratom in Srečkom Šorlijem so nosili iz Jesenic orožje in literaturo na planino Kuk nad Naborjetom v Kanalski dolini. V tem času je bil nekaj časa upravnik posestva kneza Pavla Karađorđevića v Bohinju. Kasneje je bil učitelj pri Sv. Ani nad Tržičem (sedaj Podljubelj) in istočasno študiral pravo na Pravni fakulteti v Ljubljani. Doktorat pravnih znanosti pa je naredil na Dunaju in se nato kot odvetniški pripravnik zaposlil pri dr. Dragu Marušiču. Po napadu na Jugoslaviji se je pridružil prostovoljni Soški legiji, ki pa je prispela le do Karlovca. Ker je bil politični emigrant in že prej v Italiji obsojen se je pred italijansko zasedbo iz Karlovca umaknil na Gorenjsko, kje se je zaposlil kot progovni delavec na železnici. Jeseni 1941 je zbežal na Tolminsko in se skrival pri prijateljih-tigrovcih. Ko se je tudi v teh krajih pričelo partizansko gibanje je bil med prvimi organizatorji narodnoosvobodilne borbe in prevzel partizansko ime Mladen. Deloval je v Baški grapi in Šentviški planoti. Organiziral je Osvobodilno fronto in bil povezan z Alešem Beblerjem, ki pa mu ni zaupal (med komunisti je takrat prevladalo prepričanje, da so TIGR-ovci angleški agentje). Junija 1943 je sestri Vidi zaupal, da mu partizansko vodstvo grozi. Konec julija so ga povabili na sestanek v Prode, na poti tja pa je bil ustreljen v tilnik. Po osvoboditvi sta Rejčevi sestri v njegovem imenu prevzeli partizansko spomenico. Očitno je, da so odgovorni skušali popraviti storjeno dejanje.